# Michiko Ueno
Pour les articles homonymes, voir Ueno (homonymie).
Michiko Ueno (上野 通子, Ueno Michiko), née le 21 avril 1958, est une femme politique japonaise, représentant la préfecture de Tochigi à la Chambre des conseillers du Japon pour le Parti libéral-démocrate japonais. Elle est nommée en 2013, puis en 2019 dans le gouvernement Abe au poste de secrétaire parlementaire chargée de l'éducation, de la culture, des sports, de la science et de la technologie, puis vice-ministre de l'éducation, de la culture, des sports, de la science et de la technologie. En 2023, elle est également nommée conseillère spéciale du Premier ministre chargée de l'autonomisation des femmes et des personnes âgées.

## Jeunesse et études
Michiko Ueno naît le 21 avril 1958 à Utsunomiya, dans la préfecture de Tochigi. Elle effectue ses études supérieures à l'Université pour femmes Kyoritsu (en), et obtient un diplôme de littérature en 1981. Dès l'obtention de son diplôme, elle obtient un poste de professeur dans un lycée pour filles d'Utsunomiya.

## Carrière électorale
Sa première expérience en politique a lieu en 2003, lors de sa campagne pour l'assemblée préfectorale de Tochigi (ja), où elle candidate en tant qu'indépendante. Le 8 avril 2007, elle se présente à sa réelection, cette fois sous les couleurs du parti libéral-démocrate japonais. Au sein de cette assemblée, elle est à la tête du comité de l'agriculture, de l'environnement et des ressources forestières.

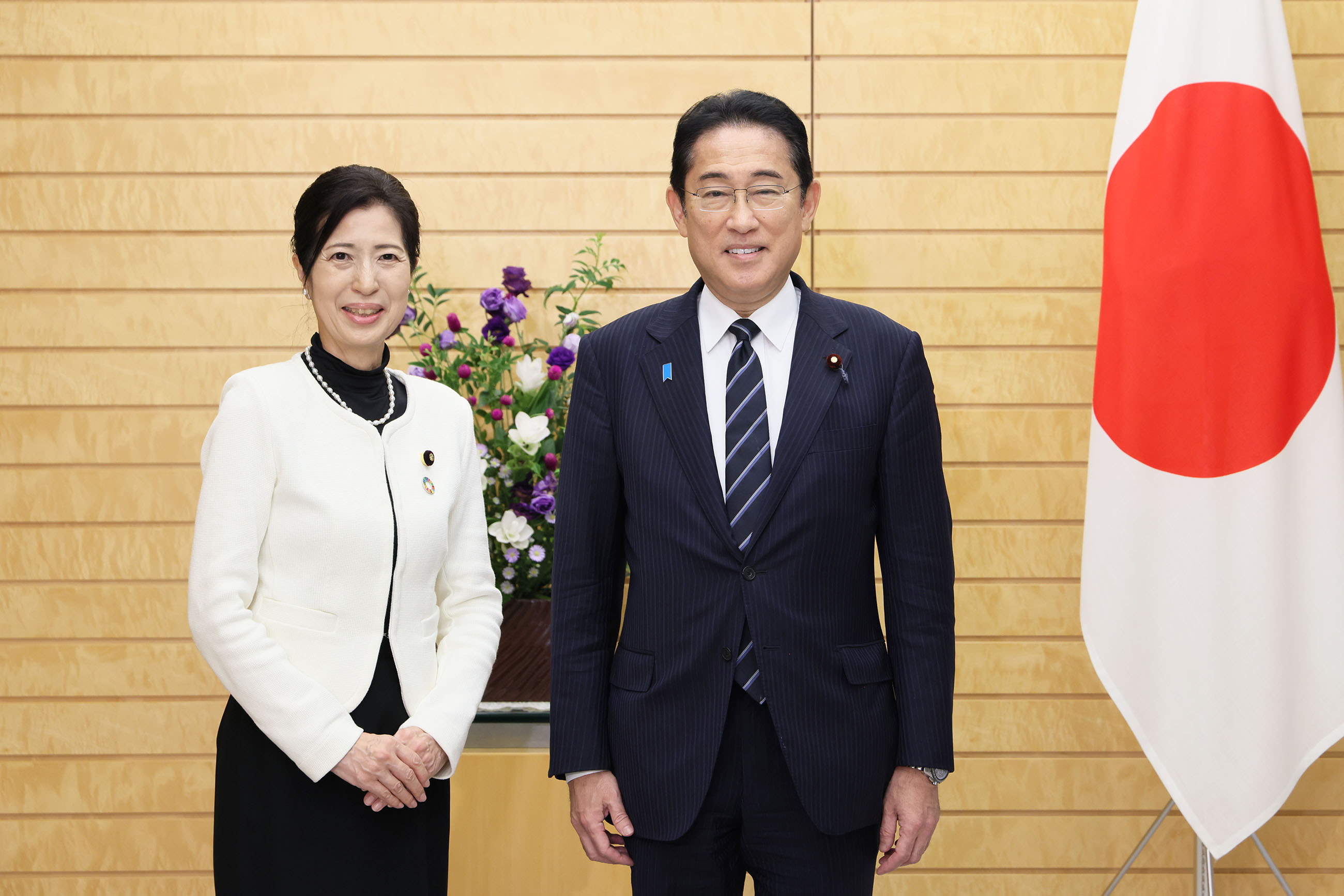
Ueno et le Premier ministre Fumio Kishida en 2023, lors de la nomination de Ueno au poste de Conseillère spéciale.

En 2010, à 52 ans, elle candidate pour la première fois à un mandat national, celui de député à la chambre haute du Japon. Lors des élections à la chambre des conseillers du Japon de 2010 (en), elle s'oppose ainsi au député sortant Susumu Yanase (en), du parti démocrate du Japon, en place depuis 1998. Elle remporte cette première élection de justesse.
En 2013, elle est nommée secrétaire parlementaire chargée de l'éducation, de la culture, des sports, de la science et de la technologie du gouvernement Abe II.
En 2016, elle est candidate à sa réélection, cette fois face à Takao Tanobe, représentant de l'opposition. Elle est réélue, cette fois avec une avance de 170 000 voix.
En 2023, elle est nommée au poste de Conseillère du premier ministre Kishida, spécialisée dans la question dans les questions liées à l'autonomisation des femmes, des personnes âgées et des mesures à la consommation.

## Prises de positions
Ueno est impliquée dans la lutte contre les discriminations faites aux femmes, notamment à l'embauche. Elle est notamment présidente du Bureau des femmes du parti libéral-démocrate entre 2012 et 2013, après avoir été présidente du bureau préfectoral de Tochigi pour le parti en 2010. Elle remplace Aiko Shimajiri à ce poste, est y est remplacée en 2013 par Junko Mihara.
En 2016, elle s'oppose notamment à l'éducation à domicile, en avançant que les problèmes familiaux nuisent au développement des enfants. Elle milite également pour la prévention du tabagisme passif, avec la proposition de plusieurs lois visant à interdire le fait de fumer en intérieur.
Au sein du PLD, elle est proche de la faction Hosoda (en), prônant un conservatisme libéral, principal courant traversant le parti libéral démocrate japonais et représenté par Shinzō Abe.
Comme plusieurs personnalités du PLD et du gouvernement Abe, elle est associée au lobby révisionniste Nippon Kaigi.

## Controverses
En 2020, un rapport dénonce la non-déclaration de plusieurs dépenses du bureau de la conseillère Ueno, qu'elle justifie comme étant un oubli de sa part,.